# Michel Bampély
Michel Bampély (născut Michel Obouronanga; n. 8 octombrie 1974, Kiev, URSS) este un sociolog, cântăreț, poet, producător muzical și profesor francez. Este cunoscut sub pseudonimul Saint-Michel. Din 1999, activitatea sa se desfășoară la intersecția dintre cercetarea socială, muzică și poezie orală.

## Biografie

### Tinerețe și educație
Michel Bampély este de origine congoleză și nepot al politicianului Michel Mongali, fost ministru al Tineretului și Sportului în Congo în anii 1960. Unchiul său, Maxime Mongali, a fost un compozitor cunoscut de rumba congoleză.
A crescut la Paris, unde a descoperit cultura hip-hop. A studiat literatură modernă și sociologie și a obținut un doctorat la EHESS sub îndrumarea lui Jean-Louis Fabiani.

### Carieră muzicală
Sub pseudonimul Saint-Michel, a fondat grupul La Troupe la sfârșitul anilor 1990. În 2000 a lansat albumul La fête des fous. În 2011 a apărut Les Rillettes du Mans, o combinație de slam și chanson francez.
În 2023, a lansat Grand Enfant (Afro-Jazz Vol.1) în colaborare cu Universal Music Africa.

### Angajament civic
În cadrul alegerilor legislative din Franța din 2024, Michel Bampély a semnat, alături de peste 4000 de oameni de știință, o scrisoare deschisă împotriva partidului Rassemblement National (RN), avertizând asupra pericolelor reprezentate de extrema dreaptă pentru cercetare și educație. Scrisoarea a fost publicată de *Le Nouvel Obs* și redactată de colectivul *Scientifiques en Rébellion*.

### Viață personală
În 2022 s-a căsătorit cu artista și poeta Mademoiselle Éférie. Au împreună doi copii și au înregistrat în duet piesa Le Bal Blomet.

## Lucrări

### Volume colective
- 1999: La fête des fous, chansons pour voix et piano, ed. Scorpio Music
- 2016: Chansons et costumes à la mode juridique et française, ed. L’Épitoge
- 2025: En Afrique, l'ordre constitutionnel en questions, ed. Afrique Contemporaine

### Articole
- 2025: Michel Bampély, « Bonacci, Delmas, Argyriadis – Cuba and Africa », *Afrique contemporaine*, nr. 278, 2024[7]

## Discografie
- La fête des fous (2000)
- Les Rillettes du Mans (2011)
- Grand Enfant (Afro-Jazz Vol. 1) (2023)
- Les Infinis (Soul Jazz Poetry) (2025)